# 1995 en Inde
Chronologie de l'Inde
- 1991
- 1992
- 1993
- 1994
- 1995
- 1996
- 1997
- 1998
- 1999

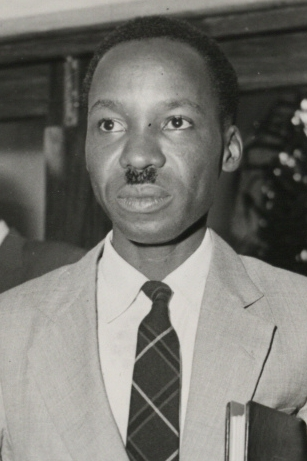
Première cérémonie du Prix international Gandhi pour la paix. Julius Nyerere, président de la Tanzanie est le premier lauréat.

Cette page concerne les évènements survenus en 1995 en Inde :

## Évènement
- Loi dite Terrorist and Disruptive Activities (Prevention) Act visant à réprimer le « terrorisme » au Punjab.
- 2 juillet : Meurtre de Naina Sahni (en)
- 4 juillet : Enlèvement de touristes occidentaux au Cachemire (en)
- 15 août : Évasion de la prison de Vellore
- septembre : Disparition de Jaswant Singh Khalra (en), un sikh et un militant des droits de l'homme originaire du Pendjab, en Inde. Il a attiré l'attention du monde entier pour ses recherches concernant 25 000 meurtres et crémations illégales impliquant la police du Pendjab, et que la police avait même tué environ 2 000 policiers qui refusaient de coopérer. Six fonctionnaires de la police du Pendjab ont par la suite été reconnus coupables et condamnés à une peine d'emprisonnement pour l'enlèvement et le meurtre de Khalra.
- 20 août : Catastrophe ferroviaire de Firozabad (bilan : 358 morts)
- 31 août : Assassinat à la bombe de Beant Singh (en), ministre en chef du Pendjab (en).
- 21 septembre : Miracle de Ganesh buvant du lait (en)
- 24 octobre : Éclipse solaire
- novembre : : La ville de Bombay est renommée Mumbai
- 16-22 décembre : Première convention mondiale Konkani (en)
- 17 décembre : Parachutage d'armes à Purulia
- 23 décembre : Incendie de Dabwali (bilan : au moins 400 morts - 160 blessés)
- 28 décembre : Lancement du satellite IRS-1C (en).

## Cinéma
- 40e cérémonie des Filmfare Awards
- 42e cérémonie des National Film Awards (en)

Sortie de film
- Akele Hum Akele Tum
- Barsaat
- Bombay
- Coolie No. 1
- Dilwale Dulhania Le Jayenge
- Gambler
- Guddu
- Gundaraj
- Hathkadi
- Hulchul
- Jawab
- Karan Arjun
- Maidan-E-Jung
- Naajayaz
- Oh Darling Yeh Hai India
- Raja Hindustani
- Ram Jaane
- Rangeela
- Savyasachi
- Taaqat
- Trimurti
- Yaraana
- Zamaana Deewana

## Littérature
- Le Chromosome de Calcutta, roman d'Amitav Ghosh.
- Mawali (en), roman de Surender Mohan Pathak (en).

## Sport
- Coupe Sultan Azlan Shah (en) (hockey sur gazon).
- 7-10 septembre : Championnat du monde féminin de billardl (en) à New Delhi.
- novembre : Championnat du monde de Korfbal (en) à New Delhi.
- 20-22 novembre : Championnats d'Asie de judo à New Delhi.
- 19-27 décembre : Jeux sud-asiatiques à Madras et participation de l'Inde aux épreuves de football aux Jeux sud-asiatiques.

## Création
- Ador Group (en)
- Apna Dal (de), parti politique.
- Gaursons India (en)
- General Motors India (en)
- Pasumai Thaayagam (en), organisation non-gouvernementale.
- Prix international Gandhi pour la paix
- Wildlife SOS (en)

## Dissolution
- Front national indien
- Tamil Arasu Kazhagam (en), parti politique.
- Target (magazine) (en)

## Naissance
- Viraat Badhwar (en), golfeur.
- Biswajit Biswas (en), joueur de football.
- P. U. Chitra, athlète.
- Anamika Choudhari (en), chanteuse.
- Alen Deory (en), joueur de football.
- Sahaj Grover (en), joueur d'échecs.
- Shivam Sai Gupta (en), développeur de jeux vidéos.
- Meghana Jakkampudi (en), joueur de badminton.
- Sadi Jalali (en), joueur de football.
- Anshuman Joshi (en), acteur.
- Sara Ali Khan, actrice.
- Rahul Kumar (en), acteur.
- Jacob Lalrawngbawla (en), joueur de football.
- Tanvi Ganesh Lonkar, actrice.
- Armaan Malik, chanteur.
- K. Maneesha (en), joueur de badminton.
- Pusarla Venkata Sindhu, joueuse de badminton.
- Bipin Singh (en), joueur de football.
- Mandeep Singh, joueur de hockey sur gazon.
- Tara Sutaria, actrice.
- Nivetha Thomas (en), actrice.

## Décès
- Subrahmanyan Chandrasekhar, astrophysicien et mathématicien.
- Morarji Desai, premier ministre.